# Baronía de Montclús
La Baronía de Monclús fue una jurisdicción señorial creada en el siglo XIII por la familia Montseny. Estaba ligada al Castillo de Monclús. Era heredera de la Baronía de Montseny.

## Orígenes
A principios del siglo XIII, Guillermo Umberto III de Montseny trasladó su residencia y núcleo de poder del castillo de las Agudas y del castillo de Miravalls al castillo de Monclús. Su hijo, a partir de ese momento, cambió su apellido y también el nombre de la baronía por el de Monclús.

## Lista de los barones de Monclús
Casa de Monclús
- 1239-?: Guillermo I de Monclús, primero en usar el apellido Monclús.
- ?-1273: Guillermo II de Monclús, hijo del anterior
- 1273-1277: Rimbau II de Monclús, hijo del anterior

Casa de los Cabrera
- 1277-1298: Ramon de Cabrera, compró el título al anterior, sobrino suyo.
- 1298-1328: Bernardo I de Cabrera, hijo del anterior.

A partir de Bernardo I, la baronía quedó integrada en el vizcondado de Cabrera.